# Бутирометр

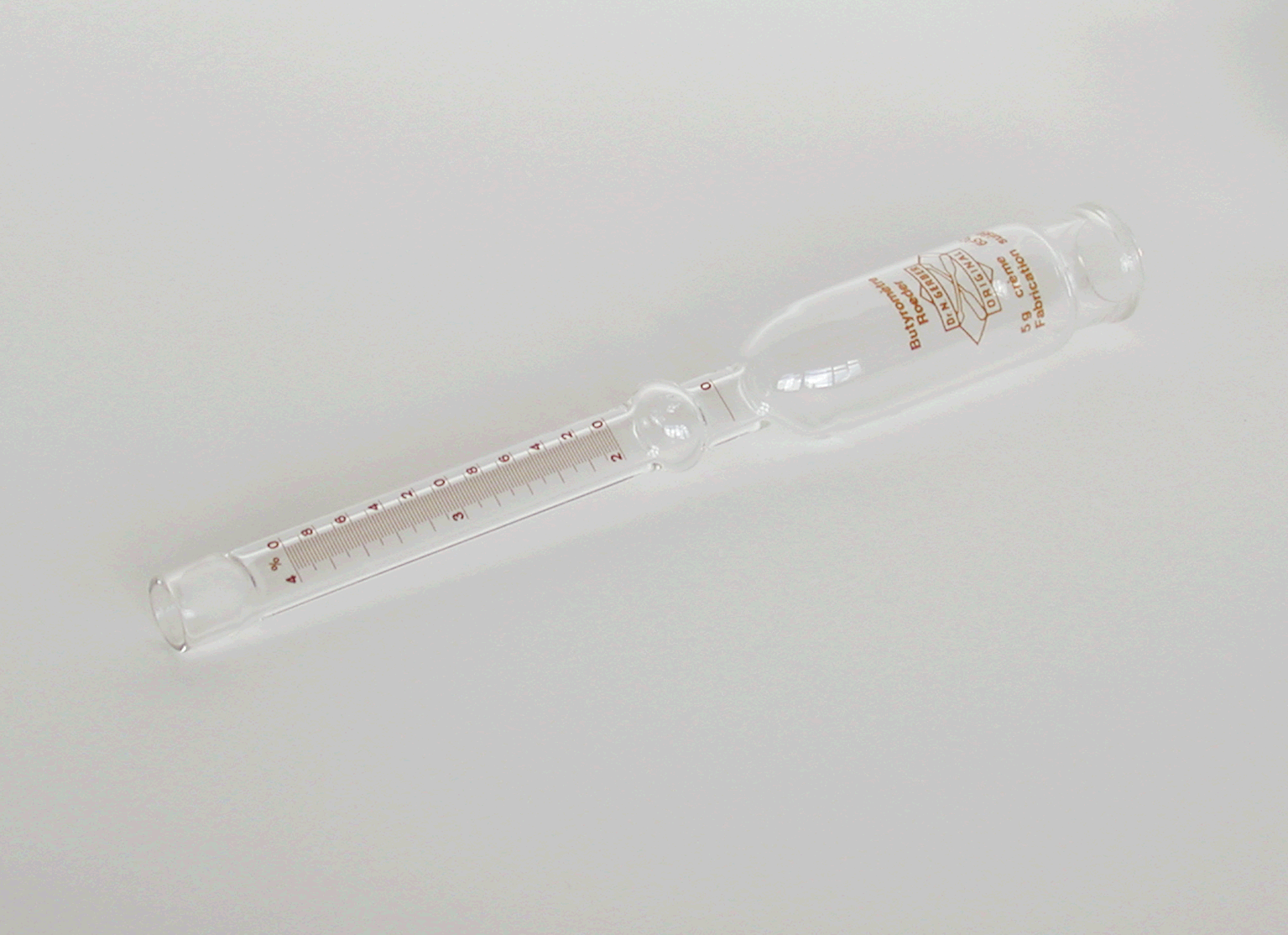
Бутирометр

Бутирометр (від грец. βούτυρον — масло і грец. μετρν — міра) — прилад для визначення жирності молока. Інша назва — Жиромір.
Принцип дії заснований на розкладі білкових речовин кислотами і ізоаміловим спиртом з наступним поділом речовин за допомогою центрифуги.
Використовуються в організаціях, на підприємствах твариництва, виробництва і переробки молока і молочних продуктів, і контролю якості цих продуктів.